# Hétérarchie
L'hétérarchie (du grec heteros (autre) et Arckhein (commander), signifiant ainsi à l’origine « commandement par les autres ») est un système d'organisation qui se distingue de la hiérarchie parce qu'il favorise une interrelation et une coopération selon des modalités variées et diversifiées entre les membres, plutôt qu'une unique structure sociale ascendante. Les structures sociales à l'intérieur du système se chevauchent et s'entrecroisent ; les liens entre les membres sont multiples et l'ascendance est affaiblie par cette multiplicité de liens. 
Pour Serge Moscovici, « l’hétérarchie suppose en somme une organisation décentrée, transformable par ceux qui en sont les acteurs, prête à se modeler au gré de ses auteurs, toujours destinée à sauvegarder un certain degré de liberté et d’initiative par l’appui qu’elle donne à toutes les fractions qui la composent. »
Cette notion introduite par Warren McCulloch en 1945, a été utilisée par Wilson en 1988 pour décrire les mécanismes de communication dans une colonie de fourmis.
La définition varie en fonction des disciplines : dans les sciences sociales, l'hétérarchie est une structure organisationnelle sous la forme d'un réseau de coopération sans subordination, où chaque élément partage la même position "horizontale" de pouvoir et d’autorité : en théorie chaque acteur joue un rôle égal.